# Douglas Boyd
Pour les articles homonymes, voir Boyd.
Douglas Boyd né le 1er mars 1959, à Glasgow, en Écosse est un hautboïste et chef d'orchestre britannique.

## Biographie
Il a étudié le hautbois à la Royal Academy of Music de Londres avec Janet Craxton, puis avec Maurice Bourgue à Paris. 
En 1984, il a remporté le Young Concert Artists International Auditions, qui l’a conduit à son premier récital à New York au Carnegie Hall.
Boyd a été l'un des membres fondateurs de l'Orchestre de chambre d'Europe (COE), et a été son premier hautboïste de 1981 à 2002.  
C’est à cette époque, qu'il a développé un intérêt pour la direction d’orchestre, ses premiers mentors furent Claudio Abbado et Nikolaus Harnoncourt. Il a également été conseillé par  Paavo Berglund et Sir Colin Davis.  En 2006, Boyd a décidé de se consacrer exclusivement à la direction d’orchestre.
En 2001, Boyd avait été directeur musical du Manchester Camerata, avec lequel il a effectué plusieurs enregistrements avec le label Avie. Boyd a également servi en tant que  chef invité principal du City of London Sinfonia. En 2012, Boyd a été nommé directeur artistique de l'opéra de Garsington.
En dehors du Royaume-Uni,  c'est de  2009 à 2015 que Boyd a travaillé en tant que chef d'orchestre principal  avec  l'orchestre du Musikkollegium Winterthur. Boyd a mené cet orchestre lors d'enregistrements de musiques de Wolfgang Amadeus Mozart, Felix Mendelssohn et Josef Rheinberger.
Aux États-Unis,  c'est en 2000 avec le Gardner Chamber Orchestra qu'il a travaillé en tant que chef d'orchestre puis en tant que  co-directeur artistique avec Paula Robison. En 2004, il est devenu l'un des premiers partenaires artistiques du Saint Paul Chamber Orchestra. En 2006, il a mené l'Orchestre symphonique du Colorado et a été nommé chef invité principal en 2008.
Depuis 2015, Douglas Boyd est directeur musical de l'Orchestre de chambre de Paris.